# Hetmény
Hetmény (szlovákul: Hetmín) Vágsellye településrésze, majorként van számontartva. Korábban önálló település.

## Fekvése
Sellyétől 4 km-re délre, Vágfarkasd irányában fekszik. Területe 478 hektár.

## Élővilága

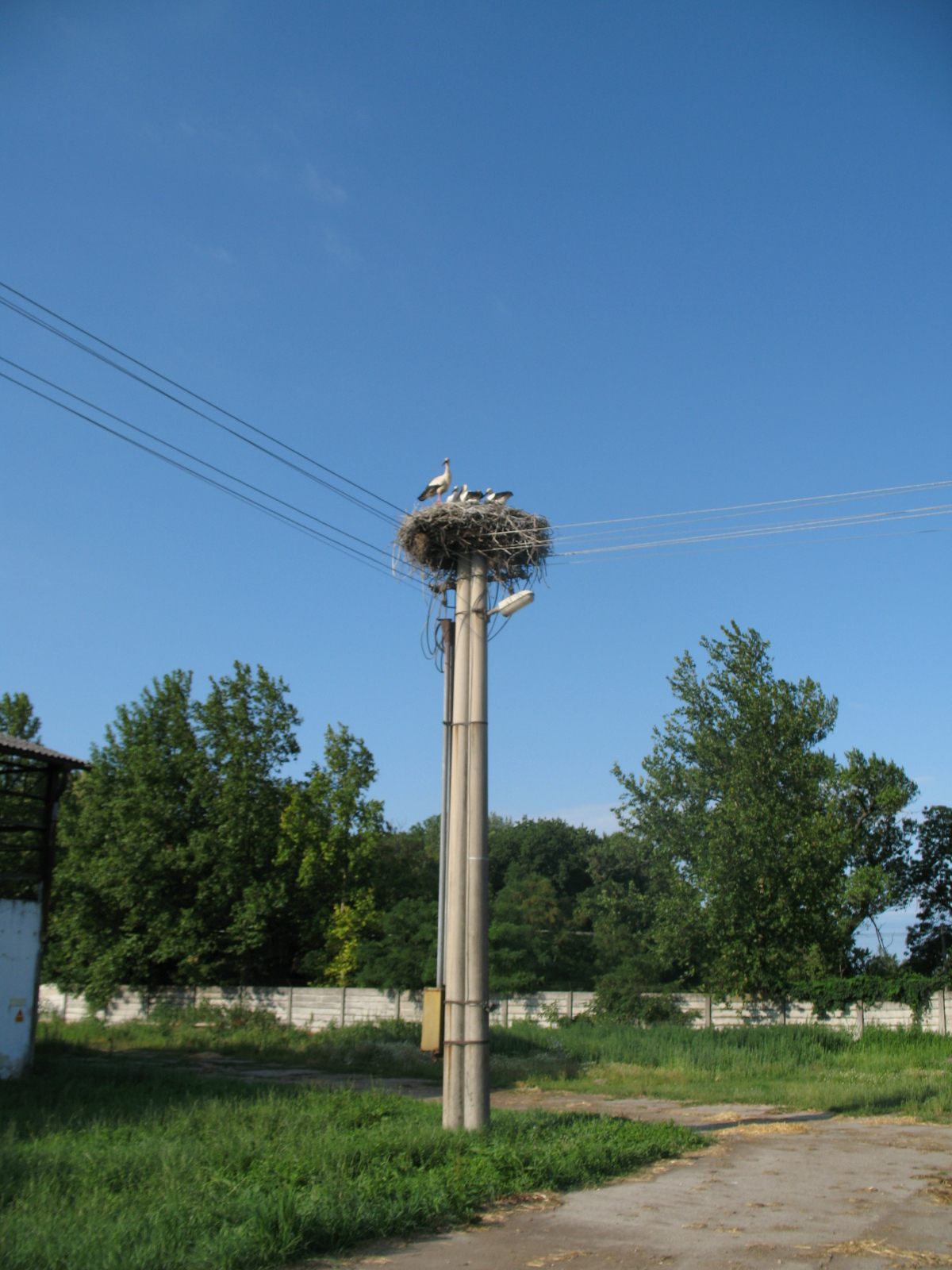
Gólyafészek a téesz (JRD) területén, 2011-ben
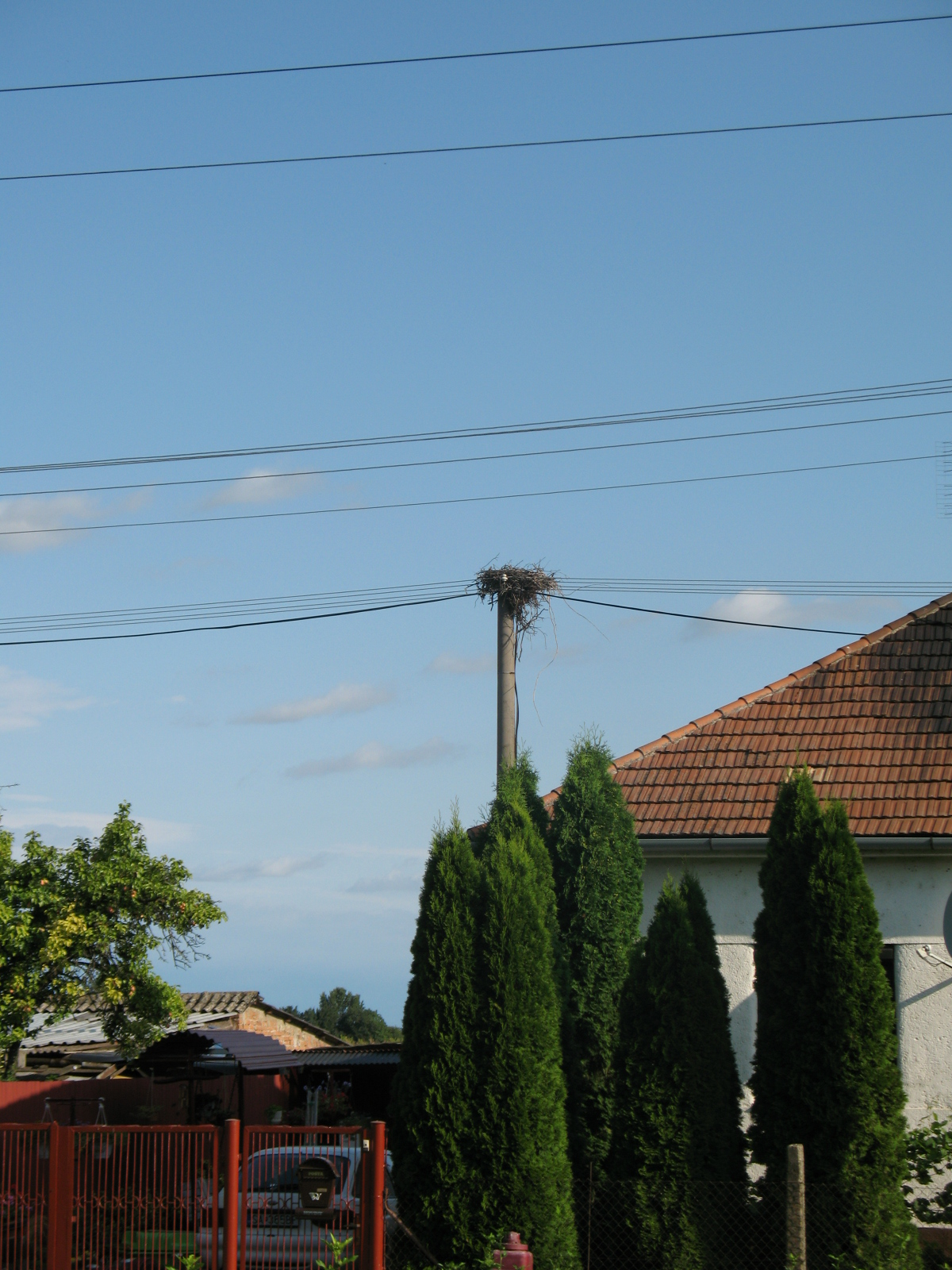
A második fészek nincs elfoglalva
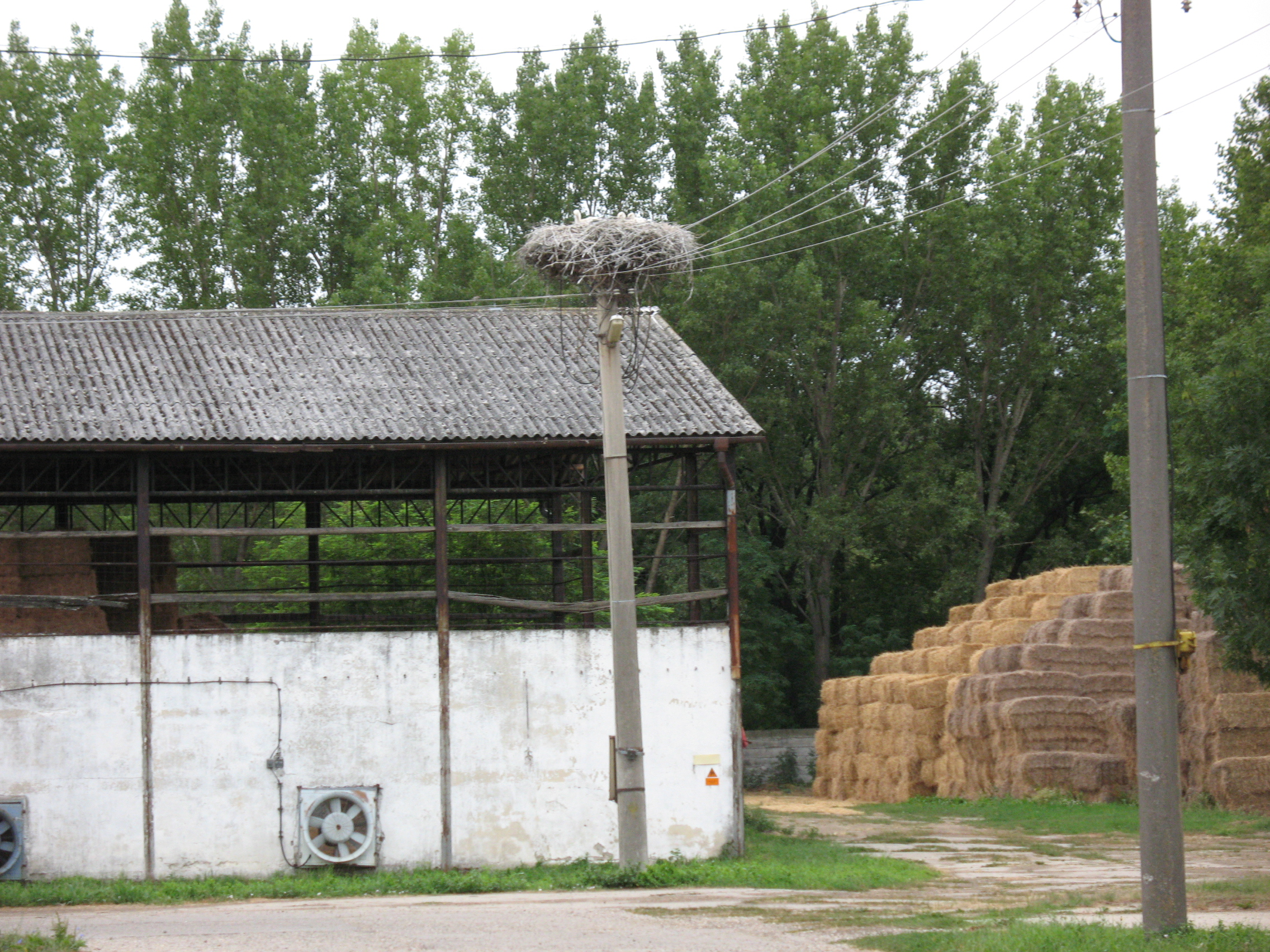
2012
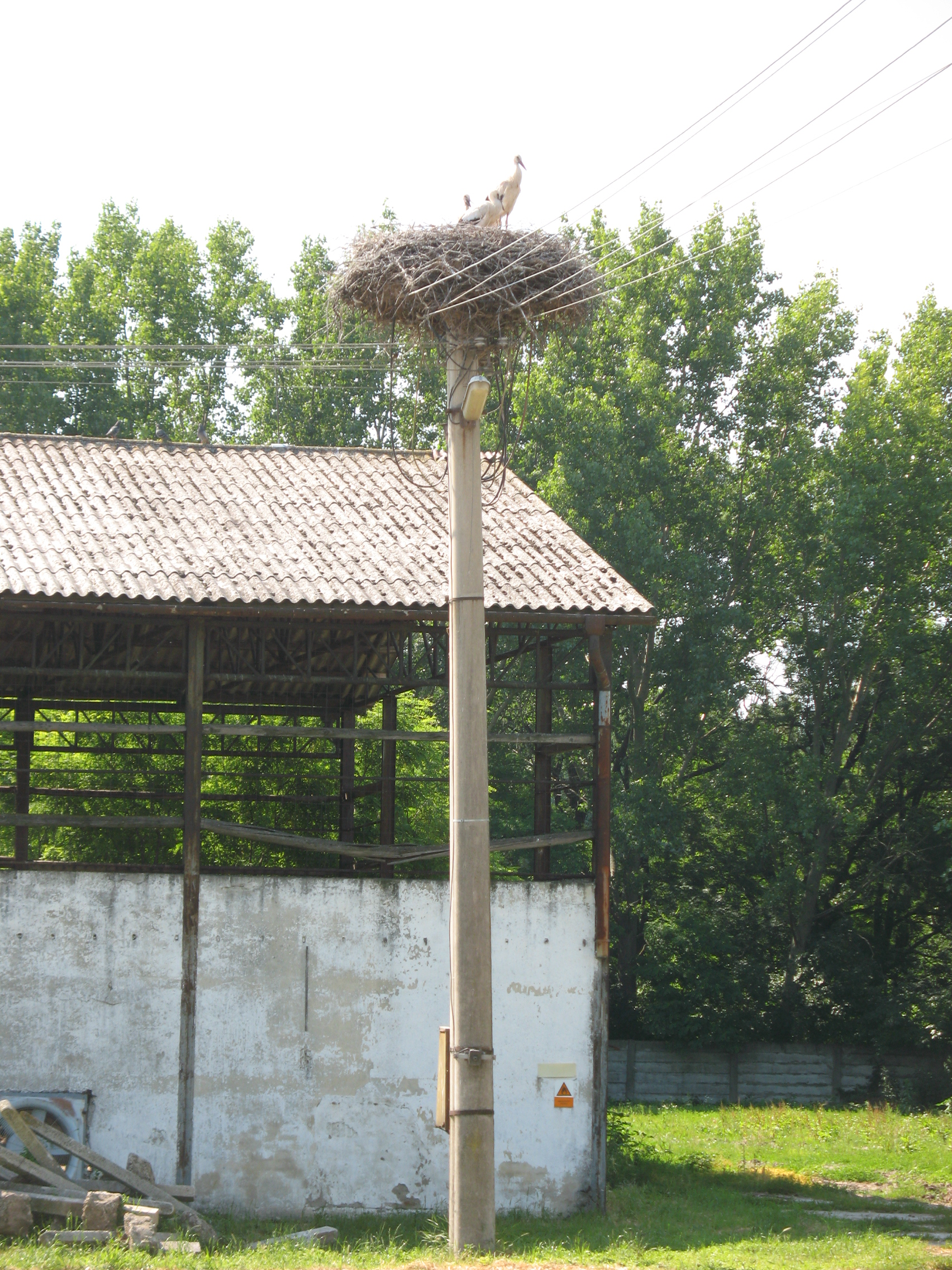
2013
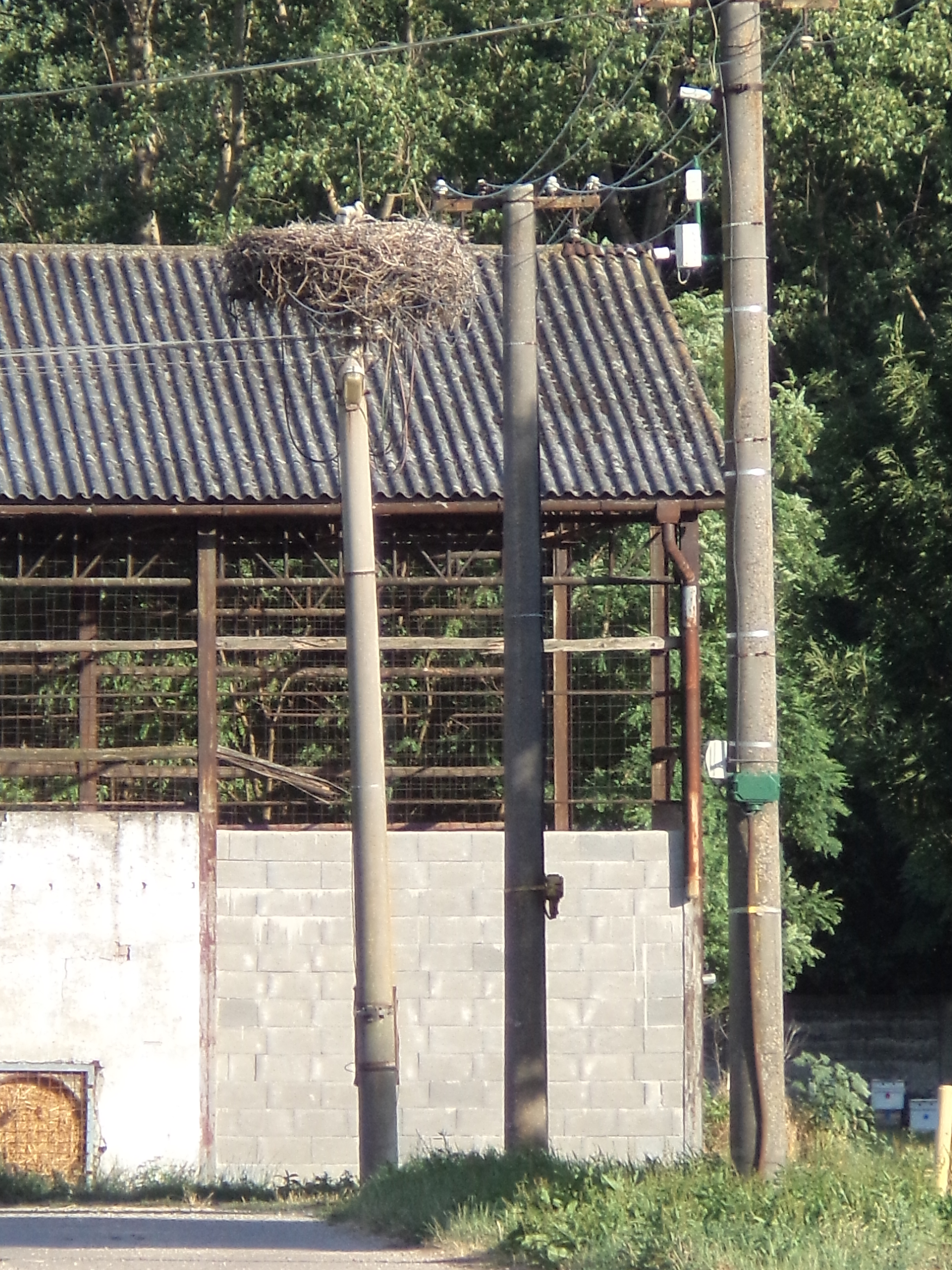
2016

Hetményen legalább tíz évre visszamenőleg bizonyíthatóan költenek a gólyák. Jelenleg a két meglévő fészekből a helyi mezőgazdasági termelőszövetkezet (helyi zsargonban JRD) területén lévőben költ egy pár. 2011-ben 4 fióka kelt ki, ebből azonban a kirepülést követően kettő bizonyosan elpusztulhatott. 2012-ben és 2013-ban is legalább három fiókával számolhatunk. 2014-ben 2, 2015-ben 3, 2016-ban ismét 2 gólyafióka volt.

## Története

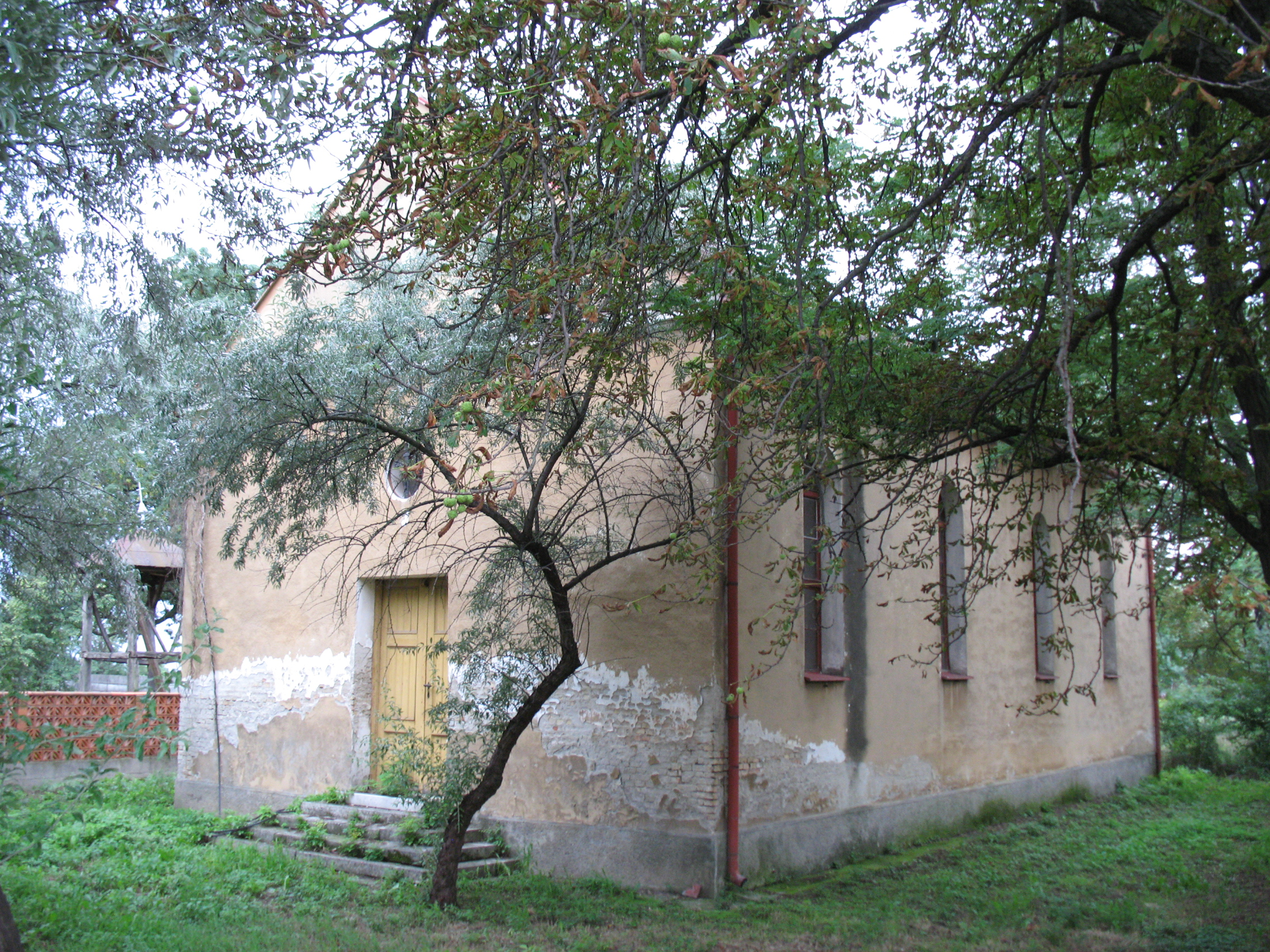
A hetményi kápolna

A középkorban mint önálló település létezett, első említése 1113-ból, a zobori oklevélből való, mint a Zoborhegyi apátság birtoka. Nevének eredetét a hét mén szavakból magyarázzák, amiből lótenyésztésre következtetnek. Később a nyitrai püspökség birtokába, majd az Apponyi illetve Hunyady grófok és a premontrei rend tulajdonába került. Korábbi forrásokban mint Chetmech (1251) és Hetmech (1323) szerepel. 1340-ben Pál országbíró itéletében Vágsellye birtokról Hethmych alakban szerepel. 1367-ben ismét Vágsellyével kapcsolatban szerepel.
A 16. században még erős volt a protestantizmus a környéken. A különböző protestáns vallási felekezetek egymással is szemben álltak. Azonban a jezsuiták 1586-ban birtokba vették a környéket, majd 1598-ban Vágsellyére telepítették át a znióváraljai kollégiumot. A vágsellyei gimnázium azonban 1605-ben Bocskai csapatainak – melyeket Illyésházy István vezetett – esett áldozatul. 1614-ben még református prédikátor működött a faluban. 1614-ben Csuty Gáspár evangélikusként és Thurzó György familiárisaként Hetmény református lelkészét el akarta űzni, és gátolta a sellyei híveket a hozzá prédikációra való járásban. Pázmány Péter 1616-os esztergomi érsekké való felszentelése után új tért nyert a katolicizmus. Borsy Györgynek fia István 1655-ben Hetményben zálogban bírt Balogh Miklóstól két darab földet, és egy rétet kibocsátott Lipthay Györgynek.
1786-ban közigazgatásilag Vágsellyéhez csatolták. 1819-ben egy részéről térkép készült. Gróf ürményi Hunyady József vadászkastélyt építtetett – neoklasszicista stílusú kúriát. 1898-ban iskolát létesített, valamint plébániát és kápolnát (Szűz Mária megjelenésének szentelve) emeltetett. A gróf ehelyütt birkákat tartott, valamint arab lovakat tenyésztett. A major a család birtokában maradt egészen 1945-ig. Manapság csupán néhány család lakja, továbbá néhány hétvégi üdülőház áll itt.
Vályi András szerint „HETMÉNY. Elegyes falu Nyitra Várm. földes Ura B. Hunyadi Uraság, lakosai katolikusok, fekszik Vág vize mellett, Sellyéhez fél mértföldnyire, és annak filiája, határja középszerű, vagyonnyai Sellyéhez hasonlók.”
Fényes Elek szerint „Hetmény, magyar falu, Nyitra vmegyében, a Vágh jobb partján, Séllyéhez közel: 80 kath. lak. – Határa róna és termékeny, réte, legelője bőven. – Nevezetes itt a birka- és lótenyésztés. F. u. gr. Hunyady. Ut. p. Érsekujvár.”